# Antoine Vodoz
Pour les articles homonymes, voir Vodoz.
Antoine Vodoz (né le 16 janvier 1900 à Yverdon et mort le 14 juin 1945 à Lausanne) est un avocat et homme politique suisse.
Il fut conseiller d'État vaudois 1938-1945, membre du Parti libéral. 
Fils de Charles Vodoz, syndic d'Yverdon et député, Antoine Vodoz a été conseiller communal à Yverdon (1933), puis député libéral au Grand conseil vaudois (1933-1938).
Elu au Conseil d'Etat le 6 mars 1938, il prend la tête du Département de justice et police, jusqu'à son décès le 15 juin 1945.